# Radioizotopno datiranje
Radioizotopno datiranje je određivanje starosti materijala s pomoću promjena radionuklida (radioizotopa) tijekom vremena. Ako je poznato vrijeme poluraspada i broj početnih i novonastalih nuklida u uzorku, može se odrediti starost uzorka.

## Radiougljično ili radiokarbonsko datiranje
Datiranje ugljikom-14, radiougljično datiranje ili radiokarbonsko datiranje je određivanje starosti organskih tvari na temelju omjera broja atoma stabilnog ugljikova izotopa 12C i radioaktivnog izotopa 14C. Izotop 14C nastaje u visokim slojevima Zemljine atmosfere djelovanjem kozmičkih zraka na dušik (14N). On se, vezan u ugljikovu dioksidu (CO2), širi brzo i ravnomjerno cijelom biosferom. Njegova se količina u atmosferi nije mijenjala kroz dugo vremensko razdoblje; zapravo, bila je konstantna sve do 1950-ih, kada je testiranjem termonuklearnog oružja u velikim količinama bio proizveden i raspršen u okoliš. Iz atmosfere 14C prelazi izravno u biljke i neizravno, preko hranidbenoga lanca, u druge žive organizme. Zbog toga je u živim bićima omjer 12C i 14C konstantan. Kada se smrću prekine izmjena tvari između organizma i atmosfere, radioaktivni se raspad ne zaustavlja i organske tvar počinje gubiti 14C. Određivanjem preostalog 14C u nekom uzorku nežive tvari može se izračunati koliko je vremena prošlo od trenutka smrti. Vrijeme poluraspada ugljika 14C iznosi 5 730 godina; ustanovi li se, na primjer, da neki komad drveta ili drvenog ugljena sadrži upola manje ugljika 14C nego živo stablo, zaključuje se da je taj komad drveta ili ugljena star 5 730 godina, ako sadrži samo četvrtinu količine 14C koju je imao dok je drvo bilo živo, star je 11 460 godina. Geiger-Müllerovim brojilom mogu se odrediti i ekstremno male količine tog izotopa. U živom drvetu od jednoga bilijuna atoma ugljika samo je jedan radioaktivan, u jednom gramu svježeg uzorka ugljika dogodi se približno 13,5 raspada u minuti. Danas se može odrediti starost organskih tvari: pergamenta, odjeće, fosila, ljudskih i životinjskih kostiju i drugog, od 500 do 50 000 godina. Metoda se primjenjuje u arheologiji, antropologiji, geologiji, geofizici.
Datiranje ugljikom-14 je razvio Willard Libby 1949. kao profesor na Sveučilištu u Chicagu. Za to je dobio Nobelovu nagradu za kemiju 1960.

## Helijsko datiranje
Radionuklidi s najdužim vremenom poluraspada (235U, 238U, 232Th, 40K, 37Rb) upotrebljavaju se za utvrđivanje starosti stijena. U nizu radioaktivnih raspada od uranija ili torija do olova oslobađaju se alfa-čestice, koje se nakon usporavanja pretvaraju u atome helija. Helij lako napušta stijene dok su rastaljene, ali kada očvrsnu, ostaje zarobljen i nakuplja se u kristalnoj rešetki. Uspoređivanjem broja uranijevih ili torijevih atoma i broja helijevih atoma u nekom uzorku može se saznati njegova starost. Budući da se u radioaktivnim nizovima oslobađa mnogo helija, moguće je odrediti starost relativno mladih stijena od nekoliko desetaka tisuća godina, pa se metoda primjenjuje za određivanje starosti fosila.

## Kalij-argonsko datiranje
Kalij je u prirodi čest element, nalazi se u tinjcima, glini, evaporitima, a 0,001 18% kalija čini radioaktivni izotop 40K, koji se raspada u stabilni izotop argona 40Ar. Plemeniti plin argon lako napušta rastaljene stijene, a vrijeme od kada je stijena postala dovoljno čvrstom da zadrži argon može se doznati uspoređivanjem broja atoma izotopa 40K i 40Ar. Metoda je uspješna za određivanje starosti stijena starijih od 100 000 godina, a primjenjuje se u arheologiji i pri određivanju povijesti vulkanskih aktivnosti. Za starije stijene, već prema tom od kojih se minerala sastoje, koriste se još i rubidij-stroncijsko, uranij-olovno, torij-olovno datiranje i tako dalje. Metode se primjenjuju u paleontologiji, za određivanje starosti meteorita, stijena donesenih s Mjeseca i drugih starih stijena. 